# Сифре Зута
«Сифре Зута» («Малая Сифре») — в иудаизме особый мидраш (ветхозаветный трактат) к библейской Книге Чисел, имеющий значение при изучении галахи. Называется также «Сифрей зута» (по-арамейски «малые книги»), «Барайта де-сифрей», «Сифрей Иерушалми», «Сифрей катан», «Сифрей шел-паним ахерим» и т. д. Мидраш был утерян, известен он по цитатам, также его фрагменты были обнаружены в Каирской генизе.
Мидраш вышел из школы рабби Акивы, что явствует уже из метода толкования, которым он пользуется.

## Упоминания
Среди древних комментаторов, цитировавших мидраш «Сифре Зута» был, например, рабби Самсон из Сана, — в комментарии к мишнаитским отделам Зраим и Техарот.
Средневековые авторы цитировали его под заглавиями «Сифре шель Паним Ачерим» и «Ви-Йешаллеху Зутта» и другими названиями; Исаак бен-Моисей из Вены называл его «Сифре Раббати».
Целые отрывки из мидраша встречаются в «Ялкут Шимеони» к Числам.
Цитаты из мидраша приводятся в «Бамидбар рабба» к гл. Нассо.
Часто цитируемая Маймонидом в его «Книге заповедей» мехильта к Книге Чисел является не чем иным, как «Сифре Зута», так как все цитаты из этой «Мехильты» вполне тождественны с отрывками из «Сифре Зута» в «Ялкут Шимеони»; Маймонид пользуется «Сифре Зута» также и в своём «Яд га-Хазака».
Мидраш га-Гадол к Числам включает в себя значительную часть «Сифре Зута» и, таким образом, является источником, откуда можно почерпнуть сведения ο последнем.
Айзик Вейс сомневался в подлинности этого мидраша.

## Издания
Кёнигсбергер (Königsberger) на основании отрывков в «Мидраш га-Гадол» и в «Ялкут Шимеони» издал «Сифре Зута».
Небольшой отрывок из «Сифре Зута» был напечатан Шехтером.